# Robert Plomin
Robert Joseph Plomin, né en 1948 à Chicago, est un psychologue et généticien américano-britannique surtout connu pour ses travaux sur les études de jumeaux et la génétique du comportement.

## Biographie
Robert Plomin est né à Chicago dans une famille d'origine polono-allemande. Il est diplômé du lycée de la DePaul University Academy de Chicago, puis a obtenu un bachelor en psychologie de l'université DePaul en 1970 et un doctorat en psychologie en 1974 de l'université du Texas à Austin sous la direction du psychologue de la personnalité Arnold H. Buss. Il a ensuite travaillé à l'Institut de génétique comportementale de l'université du Colorado à Boulder. De 1986 à 1994, il a travaillé à l'université d'État de Pennsylvanie, étudiant des jumeaux âgés élevés séparément et des jumeaux élevés ensemble pour étudier le vieillissement et depuis 1994, il est professeur de génétique comportementale à l'Institut de psychiatrie (King's College de Londres). Il a été président de la Behaviour Genetics Association.
En 1987, Plomin a épousé Judith Dunn, une psychologue et universitaire britannique.

## Travaux
Robert Plomin est l’un des chercheurs en psychologie les plus renommés au monde. Il est notamment célèbre pour ses études sur des jumeaux et des enfants adoptés. Celles-ci ont permis de quantifier l’héritabilité, autrement dit la part attribuée à la génétique dans les différences entre les traits de caractère des individus dans une population donnée. Les travaux de Plomin contredisent les thèses de la psychanalyse comme celles de sciences humaines qui se focalisent en priorité sur le rôle de l’éducation ou celui de la socialisation.
Il constate que l'héritabilité génétique représente 50 % des différences psychologiques entre les individus, de la personnalité aux capacités mentales. Cela laisse 50 % qui devraient être pris en compte par l'environnement. Cependant, selon Plomin, la recherche montre que la majeure partie de ces 50 % n'est pas attribuable au type d'influences environnementales qui peuvent être planifiées - elles sont constituées d'événements imprévisibles. Enfin parmi les influences environnementales qui peuvent être modérées, une grande partie, selon lui, est une expression de la génétique.
Plomin a montré l'importance de l'environnement non partagé, un terme qu'il a inventé pour désigner les facteurs environnementaux idiosyncrasiques qui réduisent la similitude des individus élevés dans le même environnement familial. De plus, il a montré que de nombreuses mesures environnementales en psychologie montrent une influence génétique et que les facteurs génétiques peuvent arbitrer les associations entre les mesures environnementales et les résultats développementaux.
Plomin a mené jusqu'en 2021 l'étude sur le développement précoce des jumeaux de tous les jumeaux nés en Angleterre de 1994 à 1996 - Twins Early Development Study -, en se concentrant sur les retards de développement dans la petite enfance, leur association avec des problèmes de comportement et le niveau d'instruction.

## Prise de position
En 1994, il est l'un des 52 signataires de Mainstream Science on Intelligence, une tribune écrite par Linda Gottfredson et publiée dans le Wall Street Journal , qui déclarait le consensus des universitaires signataires sur les questions liées à la recherche sur l'intelligence après la publication du livre The Bell Curve et rappelant notamment la prépondérance des variables génétiques dans le développement de l'intelligence. Robert Plomin a défendu les données présentes dans ce livre tout en s'opposant à ses conclusions.

## Récompenses
En 2002, la Behavior Genetics Association lui a décerné le Dobzhansky Memorial Award pour la durée de ses études exceptionnelles en génétique du comportement. Il a reçu le William James Fellow Award de l'Association for Psychological Science en 2004 et le Lifetime Achievement Award 2011 de l'International Society for Intelligence Research,. En 2017, Plomin a reçu le prix APA pour contributions scientifiques remarquables.
En 2005, il est élu membre de la British Academy (FBA).
Plomin est nommé commandeur de l'ordre de l'Empire britannique (CBE) lors des honneurs du nouvel an 2023 pour ses services à la recherche scientifique.

## Publications

### En français
- L'Architecte invisible : Comment l'ADN façonne notre personnalité [« Blueprint: How DNA Makes Us Who We Are »], Presses de la Cité, 2023, 336 p. (ISBN 978-2258200227)

### En anglais
- Behavioral Genetics: A Primer, together with John C. DeFries, Gerald E. McClearn, WH Freeman & Co, 1989,  (ISBN 978-0716720560)
- Separate Lives: Why Siblings Are So Different, together with Judy Dunn, Basic Books, 1992,  (ISBN 978-0465076895)
- Behavioral Genetics in the Postgenomic Era, together with John C. DeFries, Peter McGuffin, Ian W. Craig, American Psychological Association, 2002,  (ISBN 978-1557989260)
- The Relationship Code: Deciphering Genetic and Social Influences on Adolescent Development (Adolescent Lives), together with David Reiss, Jenae M. Neiderhiser, E. Mavis Hetherington, Harvard University Press, 2003,  (ISBN 978-0674011267)
- Nature, Nurture, and the Transition to Early Adolescence, together with John C. DeFries, Stephen A. Petrill, John K. Hewitt, Oxford University Press, 2003,  (ISBN 978-0195157475)
- Nature And Nurture: An Introduction To Human Behavioral Genetics, Wadsworth Publishing, 2004,  (ISBN 978-0534651121)
- Nature and Nurture during Infancy and Early Childhood, together with John C. DeFries, David Fulker, Cambridge University Press, 2006,  (ISBN 978-0521034241)
- Behavioral Genetics, together with John C. DeFries, Peter McGuffin, Gerald E. McClearn, Worth Publishers; 5th edition, 2008,  (ISBN 978-1429205771)
- Behavioral Genetics, together with John C. DeFries, Valerie S Knopik, Jenae M. Neiderhiser, Worth Publishers; 6th edition, 2012,  (ISBN 978-1429242158)
- G Is for Genes, together with Kathryn Ashbury, Wiley Blackwell; 2013,  (ISBN 978-1118482810)
- Behavioral Genetics, together with John C. DeFries, Valerie S Knopik, Jenae M. Neiderhiser, Worth Publishers; 7th edition, 2016,  (ISBN 9781464176050)
- Blueprint: How DNA Makes Us Who We Are, Penguin Books Ltd., 2018,  (ISBN 9780241282076)